# Deutzia hookeriana
Deutzia hookeriana är en hortensiaväxtart som först beskrevs av Schneid., och fick sitt nu gällande namn av Airy Shaw. Deutzia hookeriana ingår i släktet deutzior, och familjen hortensiaväxter. Inga underarter finns listade i Catalogue of Life.